# Janina Dziukowa

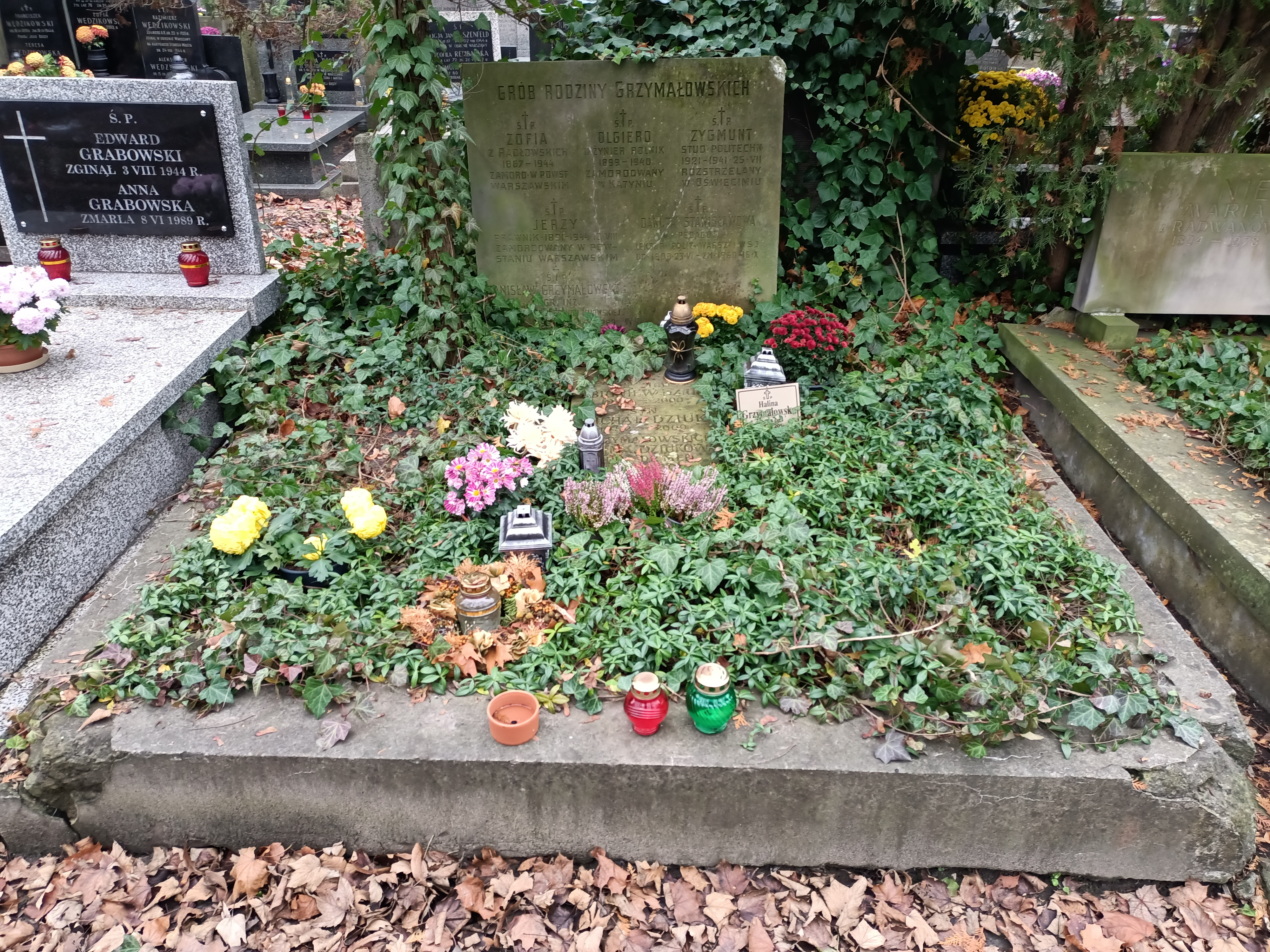
Nagrobek Janiny Dziukowej na cmentarzu Powązkowskim w Warszawie

Janina Zofia Dziukowa z domu Grzymałowska (ur. 1927, zm. 17 października 2013) – polski radiolog, prof. dr hab., nestorka powojennej radiodiagnostyki onkologicznej w Polsce, twórczyni i kierowniczka Zakładu Radiodiagnostyki Centrum Onkologii – Instytutu im. Marii Skłodowskiej-Curie na warszawskim Ursynowie.

## Życiorys
Była córką organizatora przemysłu maszynowego i metalowego w Polsce Stanisława Grzymałowskiego (1893–1968).
Przed II wojną światową i podczas okupacji hitlerowskiej uczyła się w warszawskiej szkole im. Cecylii Plater-Zyberkówny.
W 1952 ukończyła studia medyczne na Uniwersytecie Jagiellońskim, uzyskując dyplom lekarza. Stopień doktora nauk medycznych otrzymała w 1961 roku na Uniwersytecie Jagiellońskim na podstawie rozprawy „Radiodiagnostyka zmian nowotworowych okolicy skrzydłowo-szczękowej”, przygotowanej pod kierunkiem prof. Janusza Buraczewskiego, a w 1975 uzyskała stopień doktora habilitowanego.
Jako autor lub redaktor opublikowała prace: „Mammografia w diagnostyce raka sutka”, „Onkologia w praktyce lekarza rodzinnego”, „Operacyjne leczenie nowotworów jamy ustnej, szczęk i twarzy”, „Rola mammografii w ocenie oszczędzającego leczenia raka sutka”.
Przez 16 lat (1982–1997) kierowała Zakładem Radiodiagnostyki Zakładu Radiodiagnostyki Centrum Onkologii – Instytutu im. Marii Skłodowskiej-Curie, była Honorowym Członkiem Polskiego Lekarskiego Towarzystwa Radiologicznego. W 2012 odznaczona Krzyżem Oficerskim Orderu Odrodzenia Polski.
Pochowana na cmentarzu Powązkowskim w Warszawie (kwatera 150-4-9/10).